# Clinofergusonita-(Ce)
La clinofergusonita-(Ce) és un mineral de la classe dels òxids. Rep el nom en al·lusió a la seva relació dimorfa amb la fergusonita-(Ce). Fins a l'any 2022 s'anomenava fergusonita-(Ce)-β, canviant el nom a l'actual degut a les noves directrius aprovades per la CNMNC per a la nomenclatura de polimorfs i polisomes.

## Característiques
La clinofergusonita-(Ce) és un òxid de fórmula química CeNbO₄. La seva duresa a l'escala de Mohs es troba entre 5,5 i 6,5. És una espècie dimorfa de la fergusonita-(Ce).
Segons la classificació de Nickel-Strunz pertany a «04.DG: Òxids i hidròxids amb proporció Metall:Oxigen = 1:2 i similars, amb cations grans (+- mida mitjana); cadenes que comparteixen costats d'octàedres» juntament amb els següents minerals: euxenita-(Y), fersmita, kobeïta-(Y), loranskita-(Y), policrasa-(Y), tanteuxenita-(Y), uranopolicrasa, itrocrasita-(Y), fergusonita-(Y)-β, fergusonita-(Nd)-β, itrotantalita-(Y), foordita, thoreaulita i raspita.

## Formació i jaciments
Va ser descoberta al dipòsit de Bayan Obo, situat al districte Miner de Bayan Obo de la ciutat de Baotou, a Mongòlia Interior (República Popular de la Xina). També ha estat descrita a la mina est del mateix dipòsit, així com en altres dos indrets: la Reserva Natural dels Ilmen, a Rússia, i al comtat d'Amherst, a Virgínia (Estats Units).